# Лъвско куче
Френското лъвско куче (познато като „малкият лъв“), е порода малко домашно куче с дълга козина, което е признато за порода от Ренесансовата епоха.

## История
Рядката порода е била много популярна сред благородниците по време на Ренесанса.